# 3555 Miyasaka
3555 Miyasaka је астероид главног астероидног појаса чија средња удаљеност од Сунца износи 2,735 астрономских јединица (АЈ).
Апсолутна магнитуда астероида је 12,7.